# Mops nigeriae
Tadarida nigeriae — вид кажанів родини молосових.

## Середовище проживання
Цей вид саван і рідколісь широко поширений на значній частині Африки південніше Сахари. Тварини були виявлені на висотах до 1000 м над рівнем моря, і, можливо, зустрічаються вище, ніж ця позначка.

## Стиль життя
Цей вид зазвичай зустрічаються в невеликих групах від 10 до 15 тварин, з материнськими групами до 25 кажанів. Сідала лаштує під корою дерева і в дахах будинків.